# Luis de Trelles y Noguerol
Luis de Trelles y Noguerol (Viveiro, província de Lugo, 20 d'agost de 1819 - Zamora, 1 de juliol de 1891) fou un advocat i polític gallec. Estudià al Seminari de Mondoñedo i es llicencià en dret a la Universitat de Santiago de Compostel·la, on des del 1839 fou professor de dret civil. Exercí també com a advocat a la Corunya, on també hi fou Auditor de Guerra, i com a fiscal militar des de 1851. També col·labora a El Centinela de Galicia.
El 1852 es trasllada a Madrid, i el 1853 és elegit diputat a Corts Espanyoles del Partit Moderat de Juan Bravo Murillo per la província de Lugo, però renuncià poc després a favor de Vicente Manuel Cociña per considerar que el seu partit feia una política contrària a l'església. Fervent religiós, el 1858 fundà a Viveiro les Conferencias de San Vicente de Paul. Des de 1868 es fa càrrec del llegat espiritual del Culto Continuo al Santísimo Sacramento i col·labora als diaris La Regeneración, La Esperanza i El Pensamiento Español. Políticament es decantà pel carlisme, i pel gener de 1870 el pretendent Carles VII el nomenà a Vevey president de la Junta de Defensa Carlista. A les eleccions generals espanyoles de 1871 fou elegit diputat pel districte de Vilademuls. Juntament amb Cándido Nocedal, representà el grup partidari de participar en la política i fou contrari a la insurrecció armada.
Durant la Tercera Guerra Carlina fou empresonat un temps i fa fomentar els intercanvis de presoners. El 1877 funda a Madrid Adoración Nocturna Española (A.N.E.) juntament amb Juan de Montalvo y O'Farril, catòlic fervent proper a Cánovas del Castillo. Creà també la revista La Lámpara del Santuario i dedicà la resta dels seus anys a expandir el grup, creant seccions a Sevilla, Saragossa, València i Valls. El 1889 es va instal·lar a Zamora, on va morir uns anys després d'una pneumònia. Actualment és en procés de beatificació

## Obres
- Reflexiones sobre proyecto de redención de rentas forales y pensiones de Galicia, Asturias y León (1863)